# Franco Romero (calciatore 2000)
Franco Agustín Romero (La Plata, 23 aprile 2000) è un calciatore argentino, centrocampista del Toluca.

## Carriera
Romero è cresciuto nel settore giovanile dell'Estudiantes (LP) ed ha debuttato in prima squadra il 22 novembre 2020 nell'incontro di Copa Diego Armando Maradona perso 1-0 contro l'Aldosivi. Il 20 maggio 2021 ha firmato il primo contratto professionistico con il club biancorosso.
Nel gennaio del 2022 è stato ceduto in prestito all'Agropecuario con cui ha tuttavia giocato con poca frequenza. L'anno seguente è passato con la stessa formula all'Independiente Rivadavia con cui ha vinto il campionato giocando da titolare. Nel 2024 è stato acquistato a titolo definitivo dal Defensa y Justicia, che al termine della Copa de la Liga Profesional lo ha ceduto in prestito alla sua ultima squadra, l'Independiente Rivadavia.

## Statistiche

### Presenze e reti nei club
Statistiche aggiornate al 5 giugno 2024.
| Stagione        | Squadra                 | Campionato      | Campionato | Campionato | Coppe nazionali | Coppe nazionali | Coppe nazionali | Coppe continentali | Coppe continentali | Coppe continentali | Altre coppe | Altre coppe | Altre coppe | Totale | Totale | Totale |
| Stagione        | Squadra                 | Comp            | Pres       | Reti       | Comp            | Pres            | Reti            | Comp               | Pres               | Reti               | Comp        | Pres        | Reti        | Pres   | Reti   |        |
| --------------- | ----------------------- | --------------- | ---------- | ---------- | --------------- | --------------- | --------------- | ------------------ | ------------------ | ------------------ | ----------- | ----------- | ----------- | ------ | ------ | ------ |
| 2020            | Estudiantes (LP)        |                 | -          | -          | CA+CM           | 0+2             | 0               |                    | -                  | -                  |             | -           | -           | 2      | 0      |        |
| 2021            | Estudiantes (LP)        | PD              | 2          | 0          | CdL             | 0               | 0               |                    | -                  | -                  |             | -           | -           | 2      | 0      |        |
| 2022            | Agropecuario            | PBN             | 4          | 0          | CA              | 0               | 0               |                    | -                  | -                  |             | -           | -           | 4      | 0      |        |
| 2023            | Independiente Rivadavia | PBN             | 34         | 0          | CA              | 1               | 0               |                    | -                  | -                  |             | -           | -           | 35     | 0      |        |
| 2024            | Defensa y Justicia      |                 | -          | -          | CA+CdL          | 0+6             | 0               | CS                 | 0                  | 0                  |             | -           | -           | 6      | 0      |        |
| 2024            | Independiente Rivadavia | PD              | 4          | 0          | CA              | 1               | 0               |                    | -                  | -                  |             | -           | -           | 18     | 2      |        |
| Totale carriera | Totale carriera         | Totale carriera | 44         | 0          |                 | 10              | 0               |                    | 0                  | 0                  |             | -           | -           | 54     | 0      |        |

## Palmarès

### Club

#### Competizioni nazionali
- Primera B Nacional: 1

Independiente Rivadavia: 2023
- Campionato messicano: 1

Toluca: 2024-2025 (Clausura)